# Stefan Schwarz
Hans-Jürgen Stefan Schwarz (Malmö, 18 april 1969) is een Zweeds voormalig voetballer die bij voorkeur als linkermiddenvelder speelde, maar die alternatief ook als linksachter kon ingezet worden.

## Clubcarrière
Schwarz speelde voor clubs als SL Benfica, Arsenal, Fiorentina en Valencia CF. Schwarz won tien prijzen op clubniveau. Schwarz verloor de finale van de UEFA Beker der Bekerwinnaars van 1995 met Arsenal tegen het Spaanse Real Zaragoza.
Schwarz beëindigde zijn carrière bij het Engelse Sunderland, waarmee hij even actief was in de Premier League, in 2003. Toen hij tekende bij de Engelse club, werd in zijn contract opgenomen dat hij geen ruimtereizen mocht maken. Een adviseur van Schwarz had een plek bemachtigt in een commerciële vlucht naar de ruimte, en men was bij Sunderland bang dat hij Schwarz mee zou nemen.

## Erelijst
| Competitie                   |          |            |
| Competitie                   | Aantal   | Jaren      |
| Malmö FF                     | Malmö FF | Malmö FF   |
| ---------------------------- | -------- | ---------- |
| Zweeds landskampioenschap    | 2×       | 1987, 1988 |
| Svenska Cupen                | 1×       | 1989       |
| Benfica                      |          |            |
| Portugees landskampioenschap | 2×       | 1991, 1994 |
| Taça de Portugal             | 1×       | 1993       |
| Fiorentina                   |          |            |
| Coppa Italia                 | 1×       | 1996       |
| Supercoppa Italiana          | 1×       | 1996       |
| Valencia CF                  |          |            |
| UEFA Intertoto Cup           | 1×       | 1998       |
| Copa del Rey                 | 1×       | 1999       |

## Interlandcarrière
Schwarz was 69 maal Zweeds international van 1990 tot 2001. Hij scoorde zes keer voor de nationale ploeg en was erbij op het WK 1990, het EK 1992 in eigen land en het WK 1994.